# Fałków (gmina)
Fałków (do 1954 gmina Czermno) – gmina wiejska w województwie świętokrzyskim, w powiecie koneckim. W latach 1975–1998 gmina położona była w województwie piotrkowskim.
Siedziba gminy to Fałków.
Według danych z 31 grudnia 2021 gminę zamieszkiwało 4041 osób.

## Struktura powierzchni
Według danych z roku 2002 gmina Fałków ma obszar 132,1 km², w tym:
- użytki rolne: 52%
- użytki leśne: 40%

Gmina stanowi 11,6% powierzchni powiatu.

## Demografia

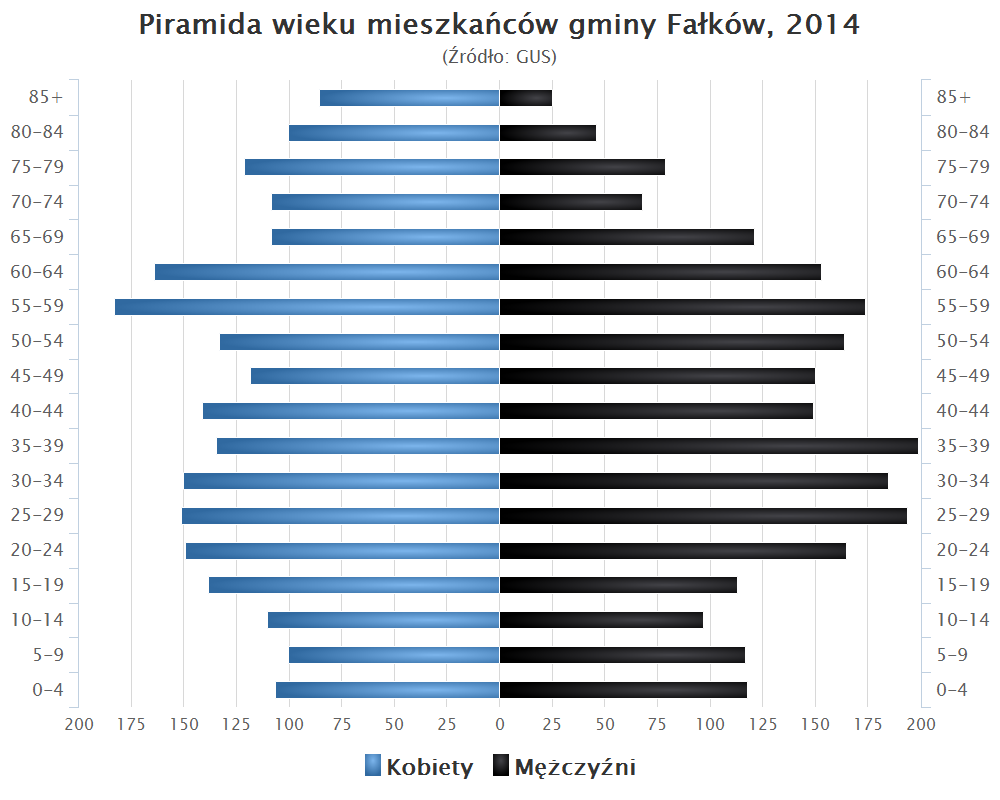
Piramida wieku mieszkańców gminy Fałków w 2014 roku

Dane z marca 2011:
| Opis                              | Ogółem | Ogółem | Kobiety | Kobiety | Mężczyźni | Mężczyźni |
| --------------------------------- | ------ | ------ | ------- | ------- | --------- | --------- |
| Jednostka                         | osób   | %      | osób    | %       | osób      | %         |
| Populacja                         | 4766   | 100    | 2369    | 49,7    | 2397      | 50,29     |
| Gęstość zaludnienia [mieszk./km²] | 36,2   | 36,2   | 18      | 18      | 18,2      | 18,2      |

## Sołectwa
Budy, Czermno, Czermno-Kolonia, Fałków, Gustawów, Olszamowice, Papiernia, Pląskowice, Skórnice, Smyków, Stanisławów, Starzechowice, Studzieniec, Sulborowice, Sułków, Turowice, Wąsosz, Wola Szkucka, Zbójno.

## Pozostałe miejscowości podstawowe
Adelinów, Bulianów, Bulianów-Gajówka, Czarna Smuga, Dąbrowa, Dobry Widok, Grzmot, Julianów, Rudka, Rudzisko, Stomorgi, Szreniawa.

## Sąsiednie gminy
Przedbórz, Ruda Maleniecka, Słupia Konecka, Żarnów